# 湘邮科技
湘邮科技（简称：湘邮科技；上交所：600476）为一家注册地和办公地位于湖南长沙的计算机应用服务业股份制上市公司。公司面向邮政行业，同时服务于电信、移动、金融、证券等行业；还提供网络设计、建筑设计等设计类业务，开展面向邮政行业、网络安全领域的硬件产品的研制、开发和生产。公司注册地和办公地位于长沙高新区麓谷基地玉兰路2号。

## 历史
2000年10月17日由湖南省邮政局作为主发起人联合中国速递服务公司、江西赣粤高速公路股份有限公司、湖南新时代通信网络股份有限公司、易思博网络系统(深圳)有限公司、上海爱建进出口有限公司、湖南移动通信器材有限公司、湖南省凯祥通信设备有限公司共同发起设立的股份有限公司。2003年12月10日，公司于上交所上市交易。截止2010年12月31日，公司总资产46,686.55万元，总股本为16,107万股。2011年6月30日，控股机构湖南省邮政公司持股比重占32.98。2010年，公司销售收入33,930.75万元，净利润577.52万元。。